# Varaktor
Varaktor (variable reactor, varactor) je speciální kapacitní dioda konstruovaná tak, aby pracovala s tak velkým vysokofrekvenčním signálem, že během periody dochází k výrazné změně kapacity (je určena pro obvody s velkou amplitudou signálu, signál tak mění během své periody značně kapacitu diody). Varaktor se chová k vysokofrekvenčnímu signálu jako nelineární kondenzátor (vznikají vyšší harmonické složky). Stejnosměrné předpětí se zpravidla nepřivádí (vytváří se usměrněním vysokofrekvenčního signálu). Požadavkem je co nejvyšší nelinearita závislosti C = f(uR). V současné době se užívají pro parametrické zesilovače, násobiče kmitočtu, pro ladění Gunnových a tranzistorových oscilátorů nebo ke směšování a násobení velmi vysokých napětí.
Varaktor musí být na rozdíl od varikapu technologicky uspořádán tak, aby měl malý tepelný odpor pro dobrý odvod tepla. Varaktorem prochází větší vysokofrekvenční proud (i přívodními dráty a částí polovodiče), z čehož plyne nutnost dimenzovat jej na větší ztrátový výkon. Vyrábějí se i planárně-epitaxní technologií. Rozsah kmitočtů 30 MHz až 10 GHz. Varaktor lze provozovat i jako varikap (obráceně to neplatí).